# 65775 Reikotosa
65775 Reikotosa este un asteroid din centura principală de asteroizi.

## Descriere
65775 Reikotosa este un asteroid din centura principală de asteroizi. A fost descoperit pe 18 septembrie 1995 la Kuma Kogen de Akimasa Nakamura. Asteroidul prezintă o orbită caracterizată de o semiaxă mare de 2,57 ua, o excentricitate de 0,30 și o înclinație de 4,1° în raport cu ecliptica.